# Razdelna (Stara Zagora)
Razdelna (Bulgaars: Разделна) is een dorp in de Bulgaarse gemeente Galabovo, oblast Stara Zagora. Het dorp ligt hemelsbreed op 30 km afstand van de regionale hoofdstad Stara Zagora en 209 km van de hoofdstad Sofia.

## Bevolking
Op 31 december 2020 telde het dorp Razdelna 104 inwoners. Het aantal inwoners vertoont al sinds de Tweede Wereldoorlog een dalende trend: in 1946 telde het dorp nog 961 inwoners.
|  |

In het dorp wonen uitsluitend etnische Bulgaren. In 2011 verklaarden alle 117 ondervraagden zichzelf als etnische Bulgaren (100%).
| Etnische samenstelling van de respondenten (2011) | Etnische samenstelling van de respondenten (2011) | Etnische samenstelling van de respondenten (2011) | Etnische samenstelling van de respondenten (2011) | Etnische samenstelling van de respondenten (2011) |
| ------------------------------------------------- | ------------------------------------------------- | ------------------------------------------------- | ------------------------------------------------- | ------------------------------------------------- |
|                                                   |                                                   |                                                   |                                                   |                                                   |
| Bulgaren                                          | Bulgaren                                          |                                                   | 100,0%                                            | 100,0%                                            |
| Turken                                            | Turken                                            |                                                   | 0,0%                                              | 0,0%                                              |
| Roma                                              | Roma                                              |                                                   | 0,0%                                              | 0,0%                                              |
| Anders/Onbekend                                   | Anders/Onbekend                                   |                                                   | 0,0%                                              | 0,0%                                              |